# 兴安圆叶堇菜
兴安圆叶堇菜（学名：Viola brachyceras）为堇菜科堇菜属的植物。分布于俄罗斯以及中国大陆的黑龙江、吉林等地，生长于海拔400米至1,000米的地区，多生长在林区河岸、落叶松林林下或水甸子，目前尚未由人工引种栽培。